# Emissienevel

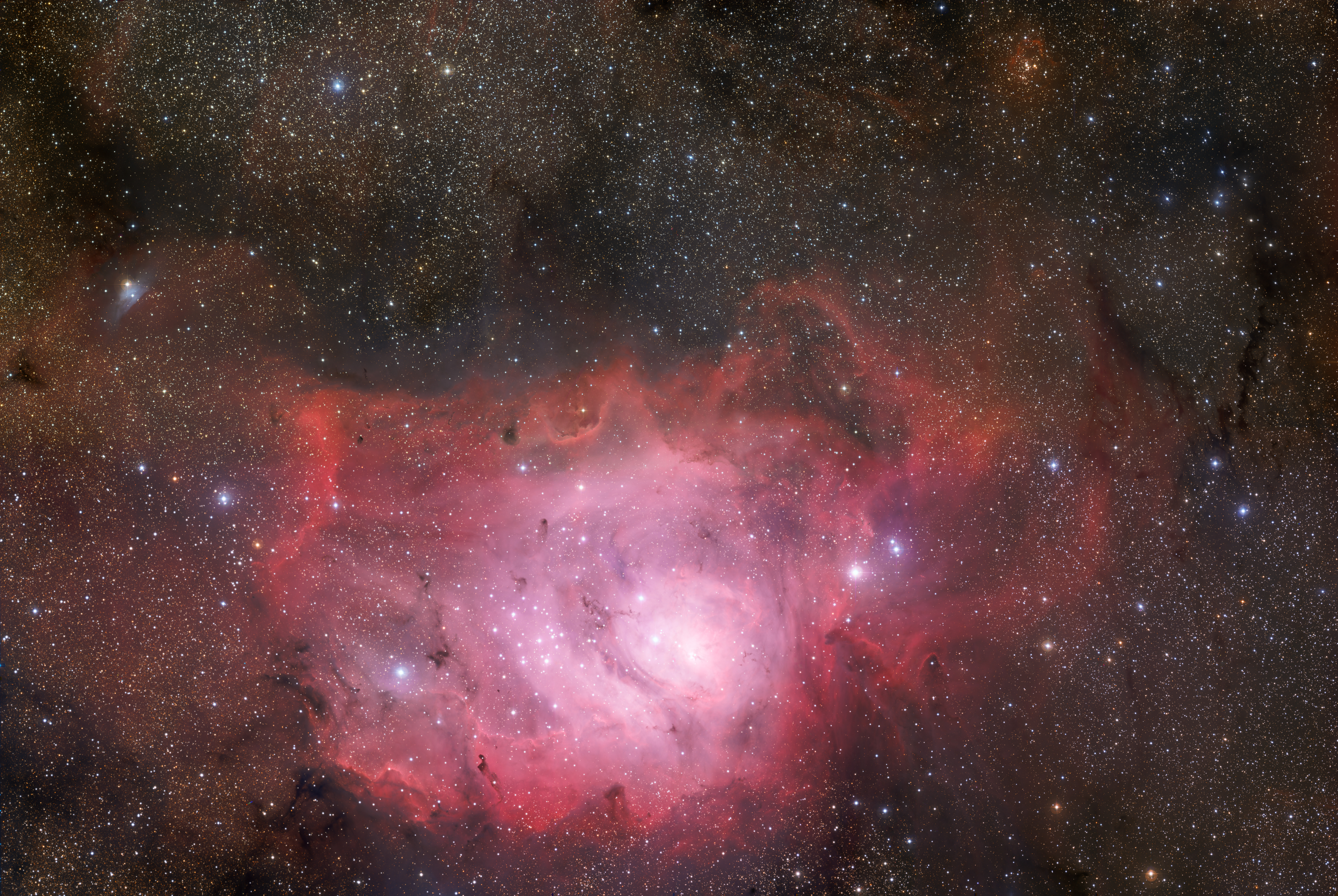
De Lagunenevel (M8) is een H-II-gebied en daarmee een voorbeeld van een emissienevel.

Een emissienevel is een diffuse nevel die aan de hemel zichtbaar is doordat het aanwezige gas en stof in de nevel door sterren in de buurt wordt verhit en geïoniseerd.
Deze verhitting gebeurt meestal door jonge sterren die net uit het gas en stof van de nevel zijn ontstaan. De verhitting zorgt ervoor dat het gas en stof energie opnemen. Deze energie wordt vervolgens weer vrijgegeven door het uitzenden van straling: vandaar de naam emissienevel (van de emissie van straling).
Voorbeelden van emissienevels zijn H-II-gebieden, planetaire nevels, supernovaresten, en Herbig-Haro-objecten.
Omdat interstellaire materie veelal uit waterstof bestaat wordt het licht in H-II-gebieden vooral in de lijnen van het waterstofspectrum uitgezonden. De Hα-lijn van de Balmerreeks bij 656,3 nm geeft H-II-gebieden hun karakteristieke rode kleur.

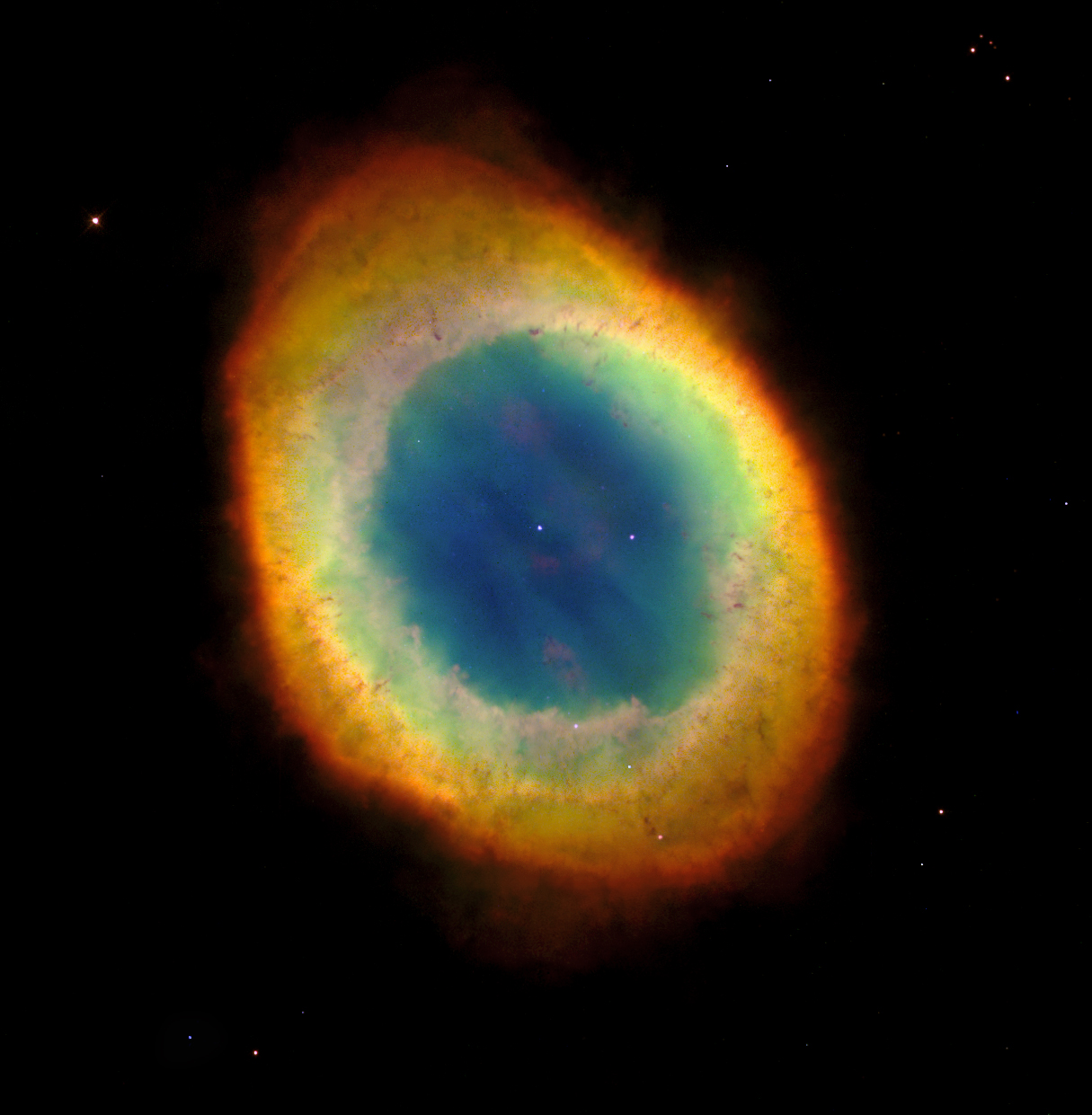
De Ringnevel (M57) is een voorbeeld van een planetaire nevel

In planetaire nevels is het zichtbare licht een combinatie van verschillende spectraallijnen. In bijgaande afbeelding van de Ringnevel is het heetste gas (blauw) geïoniseerd helium bij 469 nm, groen is koeler dubbel geïoniseerd zuurstof bij 500,7 nm, en rood nog koeler geïoniseerd stikstof bij 658 nm.

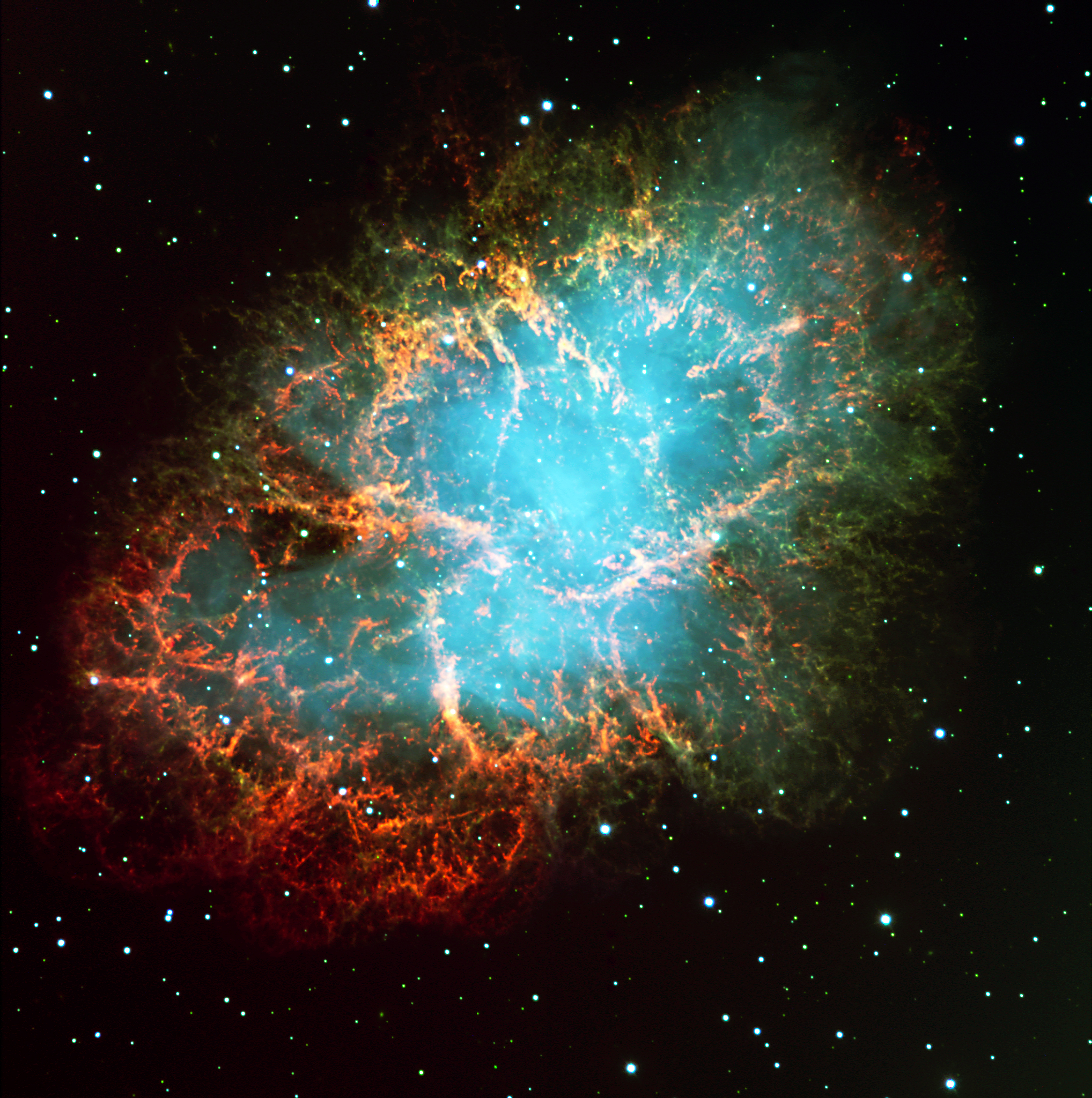
De Krabnevel (M1) is een voorbeeld van een supernovarest

In supernovaresten zoals de Krabnevel wordt het zichtbare licht deels veroorzaakt door synchrotronstraling (blauw) uitgezonden door bewegingen van elektronen in het magneetveld van de neutronenster en door resten van de uitgestoten schil, zichtbaar in verschillende spectraallijnen. 